# Osman Denizci
Osman Denizci (* 13. Oktober 1957 in Trabzon) ist ein ehemaliger türkischer Fußballspieler und -trainer. Er war Mitglied jener Mannschaft von Trabzonspor, die als erstes anatolisches Team die türkische Meisterschaft gewinnen konnte, und gehörte vier Spielzeiten der großen Mannschaft dieses Vereins an, die unter dem Spitznamen Karadeniz Fırtınası ab 1975 ein Jahrzehnt lang den türkischen Fußball dominierte. Er ist der jüngere Bruder von Ali Kemal Denizci, einem langjährigen Fußballspieler Trabzonspors und wurde zu Spielerzeiten Delikanlı Osman genannt.

## Spielerkarriere

### Verein
Denizci durchlief die Nachwuchsabteilung von Trabzonspor, dem bekanntesten und erfolgreichsten Verein der Provinz Trabzon. Begünstigt wurde dieser Umstand dadurch, dass Denizcis älterer Bruder Ali Kemal Denizci für die erste Mannschaft Trabzonspors spielte und der Star der Mannschaft war. Nachdem Denizci die Hinrunde der Saison 1975/76 noch bei Trabzonspor verbracht hatte, wurde er zur Rückrunde an den Drittligisten Erzurumspor abgegeben. Mit diesem Klub beendete er die Saison 1978/79 als Meister und stieg in die 2. Futbol Ligi, in die damals zweithöchste türkische Spielklasse, auf.
Nach dem Aufstieg mit Erzurumspor, wechselte Denizci zum Erstligisten Rizespor. Bei diesem Verein etablierte er sich auf Anhieb als Stammspieler und war maßgeblich daran verantwortlich, dass sein Klub die Erstligasaison 1979/80 als Tabellenfünfter beendete und damit die bis heute gültige beste Erstligaplatzierung der Vereinsgeschichte erreichte. Mit sechs Ligatoren war er zudem hinter Sinan Turhan und Zafer Dinçer der dritterfolgreichste Torjäger seiner Mannschaft. In der Spielzeit 1980/81 steigerte Denizci seine Mannschaftsleistung erneut und spielte bis zum Saisonende um die Torschützenkrone der 1. Lig mit. Am Saisonende blieb er mit 14 Toren zusammen mit Halil İbrahim Eren von Boluspor hinter Bora Öztürk (15 Toren) von Adanaspor Zweiter der Torschützenkönigliste der Erstligaspielzeit 1980/81.
Nachdem Rizespor als Tabellenfünfzehnter den Klassenerhalt verfehlt hatte, waren sie gezwungen, Denizci an einen der zahlreichen Interessenten abzugeben. Da Denizcis älterer Bruder Ali Kemal Denizci zu dieser Zeit für Fenerbahçe Istanbul tätig war und den Verein verlassen wollte, schlug ihm sein Cheftrainer Friedel Rausch vor ihn gehen zu lassen, wenn er im Gegenzug seinen Bruder Osman Denizci zu einem Wechsel zu Fenerbahçe überredete. So wechselte Denizci im Sommer 1981 zu Fenerbahçe und sein älterer Bruder im Gegenzug zum Stadtrivalen Beşiktaş Istanbul. Bei Fenerbahçe wurde nach einer aus Vereinssicht enttäuschenden Saison unter der Direktive vom Cheftrainer Friedel Rausch eine Kaderrevision durchgeführt und mehrere gestandene Spieler abgegeben. Stattdessen wurden neben Neueinkäufen wie Osman Denizci auch die jüngeren Spieler in die Mannschaft weiter etabliert. Unter diesem Umfeld sicherte sich Denizci schnell einen Stammplatz. Mit den Istanbulern konnte er den vorsaisonalen Pokal des Türkischen Sportjournalisten-Vereins gewinnen. Die Revision zeigte Wirkung und so spielte Fenerbahçe wieder um die Meisterschaft mit. Nachdem Rausch nach dem 23. Spieltag den Verein verließ, übernahm Enver Katip die Mannschaft interimsweise bis zum Saisonende und beendete die Saison auf dem dritten Tabellenplatz. Denizci absolvierte 27 der möglichen 32 Ligaspiele seiner Mannschaft und holte mit seinem Klub den Marinepokal. Für die Spielzeit 1982/83 stellte Fenerbahçe den Jugoslawen Branko Stanković als neuen Cheftrainer ein. Unter diesem Trainer steigerte die Mannschaft ihre Vorjahresleistung. In der türkischen Meisterschaft setzte man sich gegen den damals ärgsten Rivalen Trabzonspor durch und gewann nach fünf Jahren wieder diese Trophäe. Zudem wurde das Team in dieser Saison Türkischer Pokalsieger und wurde damit zum dritten Mal in seiner Vereinsgeschichte türkischer Double-Sieger. Fünf Spieltage vor dem Ende dieser Saison wurde Denizci nach eigenen Angaben von Fenerbahçe-Präsident Ali Şen mitgeteilt, dass man ihn für die kommende Saison an Trabzonspor abgegeben hat. Ausschlaggebend soll bei diesem Wechsel der Umstand gewesen sein, dass der Trabzonspor-Präsident Mehmet Ali Yılmaz mit der Unterstützung einiger aus Trabzon stammende Unterweltgrößen den Wechsel erzwungen habe. Nach dem Bekanntwerden dieses Wechsels wurde darauf spekuliert, dass Denizci nicht mehr den nötigen Einsatz für Fenerbahçe zeigen und damit die Meisterschaft des direkten Konkurrenten Trabzonspors begünstigen werde. Entgegen diesen Spekulation zeigte Denizci in den letzten fünf Spieltagen großen Einsatz und erzielte am vorletzten Spieltag gar in der 84. Minute den entscheidenden Siegtreffer zum 2:1-Endstand gegen Bursaspor und sorgte so für den meisterschaftsentscheidenden Sieg seines Teams. Durch diese Haltung erhielt Denizci seinen Spitznamen Delikanlı Osman was im konkreten Kontext frei übersetzt Osman der Aufrichtige bedeutet.
So wechselte Denizci im Sommer 1983 gegen eine Ablösesumme von 40 Millionen Türkische Lira von Fenerbahçe zu Trabzonspor. Sein neuer Verein Trabzonspor, der in den letzten Jahren den türkischen Fußball dominierte, investierte nach zwei wenig erfolgreichen Spielzeiten im Sommer 1983 in neue Spieler und holte aufstrebenden Jungspieler wie Hasan Şengün, Hasan Vezir, Kemal Serdar und eben Osman Denizci. Mit diesen Verstärkungen erlebte Trabzonspor einen guten Start in die Spielzeit 1983/84 und lieferte sich mit Fenerbahçe Istanbul und Galatasaray Istanbul ein Kopf-an-Kopf-Rennen um die türkische Meisterschaft. Vor dem 26. Spieltag belegte Trabzonspor mit lediglich einem Punkt Vorsprung zu den beiden Kontrahenten den 1. Tabellenplatz. Bereits in der Samstagspartie dieses Spieltages unterlag Galatasaray mit 0:3 Orduspor und ermöglichte so Trabzonspor durch einen Auswärtssieg gegen den anderen direkten Konkurrenten Fenerbahçe eine erste Vorentscheidung Richtung Meisterschaft zu erreichen. In der hart umkämpften und mit 26.000 Zuschauern ausverkauften Partie lieferten sich beide Mannschaften ein packendes Spiel. Trabzonspor gewann das Spiel durch Tor von Hasan Şengün in der 89. Minute mit 1:0. Durch diesen Sieg machte der Verein einen wichtigen Schritt Richtung Meisterschaft. Die verbliebenen Spieltage behielt sie souverän den Punktevorsprung und erreichte die Sechste und vorerst letzte Meisterschaft der Vereinsgeschichte. Denizci absolvierte in dieser Spielzeit 16 von möglichen 30 Ligapartien. Mit Trabzonspor gewann er in dieser Saison auch den Türkischen Fußballpokal und war am zweiten und letzten türkischen Double-Sieg Trabzonspors beteiligt. Dadurch wurde Denizci auch die Ehre zu Teil zwei Mal in Folge türkischer Double-Sieger zu sein. Im Pokalwettbewerb erzielte er in fünf Spielen zwei Tore. In der nächsten Saison überwarf er sich während einer Trainingseinheit im November 1984 mit dem Cheftrainer Özkan Sümer und wurde von diesem des Trainings verwiesen. Anschließend suspendierte ihn die Klubführung aus dem Mannschaftskader. Nachdem erst über einen Verkauf von Denizci spekuliert wurde, wurde er Ende November 1984 für den Rest der Saison an den Ligarivalen Bursaspor ausgeliehen. Im Sommer 1985 kehrte er zu Denizci zurück und wurde anschließend wieder in den Kader von Trabzonspor aufgenommen. Dieser Verein hatte mit Jürgen Sundermann einen neuen Cheftrainer eingestellt. Unter Sundermann wurde Denizci wieder regelmäßig eingesetzt. Nachdem Trabzonspor in den zwei Spielzeiten titellos geblieben war, wurde eine Kaderrevision beschlossen. Einige langjähriger Spieler wie Şenol Güneş und Güngör Şahinkaya beendeten ihre Karriere und andere wie Denizci wurden auf der Verkaufsliste gesetzt.
Nachdem Denizci von Trabzonspor auf die Verkaufsliste gesetzt wurde, schaltete sich sein vorheriger Klub Fenerbahçe ein und einigte sich mit diesem. Nach mehrwöchigen Verhandlungen wechselte Denizci gegen eine Ablösesumme von 35 Millionen Türkische Lira zu Fenerbahçe zurück. Mit seinem neuen Verein konnte Denizci den vorsaisonalen Pokalwettbewerb des TSYD-Istanbul-Pokal, blieb aber sonst in der Meisterschafts chancenlos. Nachdem auch die Saison 1987/88 unter den Erwartungen abgeschlossen wurde, entschied sich auch Fenerbahçe zu einer Kaderrevision. Denizci, der in den letzten zwei Spielzeiten eher ein Reservistendasein gefristet hatte, entschied sich dafür seine Karriere zu beenden.

### Nationalmannschaft
Denizci begann seine Nationalmannschaftskarriere 1975 während seiner Zeit in der Nachwuchsmannschaft von Trabzonspor mit einem Einsatz für die türkische U-18-Nationalmannschaft. Für die türkische U-18 spielte Denizci bis zum Juni 1976 zehn weitere Male.
1979 absolvierte Denizci zwei Einsätze für die türkische U-21-Nationalmannschaft. Im Februar 1982 absolvierte er ein weiteres U-21-Spiel, obwohl er bei den meisten Spielen deutlich über 21 Jahre alt war. Die Begebenheiten dieses regelwidrigen Einsätzes ist nicht näher bekannt.
Denizci wurde im Oktober 1980 vom Nationaltrainer Sabri Kiraz im Rahmen eines Testspiels gegen die libysche Nationalmannschaft zum ersten Mal für das Aufgebot der türkischen Nationalmannschaft nominiert, saß aber bei dieser Begegnung nur auf der Ersatzbank.  und gab in dieser Begegnung sein A-Länderspieldebüt. Anschließend fand er keine Berücksichtigung mehr. Bis zum Dezember 1982 wurde Denizci drei weitere Mal nominiert und kam in zwei weiteren Spielen zum Einsatz.

## Trainerkarriere
Denizci begann 1993 zum ersten Mal als Trainer zu arbeiten und assistierte beim Istanbuler Zweitligisten Kartalspor dem Cheftrainer Hüseyin Tok. Anschließend arbeitete er bei den Klubs Trabzon Yalıspor und Maltepespor eigens als Cheftrainer.
Ab November 2006 begann er bei Trabzonspor als Co-Trainer zu arbeiten und assistierte dem Chefcoach Ziya Doğan.
Im Dezember 2011 begann er beim Amateurklub Armutlu Belediyespor als Cheftrainer zu arbeiten und bliebe drei Monate im Amt.

## Erfolge
Mit Erzurumspor
- Meister der TFF 2. Lig und Aufstieg in die TFF 1. Lig: 1978/79

Mit Rizespor
- Tabellenfünfter der Süper Lig: 1979/80

Mit Fenerbahçe Istanbul
- Türkische Meisterschaft: 1982/83
- Türkischer Pokal: 1982/83
- Marinepokalsieger: 1981/82, 1982/83
- TSYD-Istanbul-Pokalsieger: 1980/81, 1982/83, 1986/87

Mit Trabzonspor
- Türkischer Meister: 1983/84
- Türkischer Pokalsieger: 1983/84